# Vương Sĩ Trinh
Vương Sĩ Chân (chữ Hán: 王士禛; 17 tháng 9 năm 1634 - 26 tháng 6 năm 1711), được ban tên Sĩ Trinh (士禎), nhũ danh Dự Tôn (豫孙), tự Tử Chân (子真), Di Thượng (貽上), hiệu Nguyễn Đình (阮亭), biệt hiệu Ngư Dương Sơn Nhân (漁洋山人) vì vậy cũng được người ta gọi là Vương Ngư Dương, là một văn nhân nổi tiếng thời Thanh, xuất thân Tiến sĩ, từng làm đến Hình bộ Thượng thư thời Khang Hi.

## Tên gọi khác
Vương Sĩ Chân vốn tên Sĩ Chân (士禛), sau vì tị húy tên của Ung Chính Đế mà bị đổi thành Sĩ Chính (士正). Về sau, Càn Long Đế cho khôi phục tên Sĩ Trinh (士祯) lại truy thụy "Văn Giản" (文简).
Ngoài những hiệu và biệt hiệu kể trên, trong các tài liệu còn ghi nhận các tên gọi khác của ông:
- Hiệu: Hương Tổ (香祖), Tiêu Đình (萧亭), Ngư Dương (渔洋), Tàm Vĩ (蚕尾), Thi Đình Dật Lão (诗亭逸老),[6] Sạn Đề Cư sĩ (羼提居士), Văn Du Thai Chủ nhân (文游台主人)[3]
- Thất danh:[Chú 1] Lạc Tiên đường (落笺堂), Bán Kệ các (半偈阁), Thạch Phàm đình (石帆亭), Thanh Ngụ trai (清寤斋), Tín Cổ Đường (信古堂), Đới Kinh đường (带经堂), Tiều Xướng Hiên (樵唱轩), Đắc Thụ đường (得树堂), Thụy Túc hiên (睡足轩), Bão Sơn đường (抱山堂), Thận Mặc đường (慎墨堂), Cổ Phủ tử đình (古夫子亭), Trì Bắc thư khố (池北书库), Tàm Vĩ Sơn phòng (蚕尾山房).[6]

## Thân thế
Vương Sĩ Trinh là người Tân Thành, Sơn Đông. Ông xuất thân từ một gia đình thế gia quan lại. Ông nội Vương Tượng Tấn (王象晋) là con trai thứ ba của Vương Chi Viên (王之垣) - một đại thần thời nhà Minh. Bản thân Vương Tượng Tấn làm đến chức Bố chính sứ tỉnh Hà Nam thời Minh.
Cha ông là Vương Dữ Sắc (王与敕). Năm Minh Sùng Trinh thứ 7 tức năm Thanh Sùng Đức đầu tiên (1634), ngày 26 tháng 8 (âm lịch), Vương Sĩ Chân ra đời ở trụ sở chính của tỉnh Hà Nam, được ông nội đặt nhũ danh là Dự Tôn. Năm 7 tuổi, ông bắt đầu vào hương thục .

## Làm quan
Năm Thuận Trị thứ 7 (1650), ông bắt đầu tham gia cuộc thi cho đồng tử, liên tiếp đứng đầu huyện, phủ, đạo. Năm thứ 12 (1655) nhà Thanh, khoa thi năm Mậu Tuất, ông đỗ đạt Tiến sĩ, tụ tập nhiều danh sĩ ở hộ Đại Minh tổ chức Thu Liễu thi xã, làm bài thơ "Thu Liễu thi". Đời sau gọi bờ đông của hồ Đại Minh với tên là Thu Liễu Viên chính là dựa vào bài vịnh "Thu Liễu" năm xưa của Vương Sĩ Trinh. Năm thứ 17 (1660), ông trở thành một trong những quan khảo thí của kì thi Hương.
Năm Khang Hi thứ 2 (1663), ông tiếp tục làm quan khảo thí cho kì thi võ. Năm thứ 3 (1664), ông nhậm chức Chủ sự Chủ Khách ti của Lễ bộ. Năm thứ 7 (1668), điều sang Nghi Chế ti làm Viên ngoại lang. Không lâu sau, ông lại được điều sang Phúc Kiến ti của Hộ bộ làm Lang trung. Năm thứ 11 (1672), ông trở thành quan khảo thí chính của kì thi Hương ở Tứ Xuyên. Năm thứ 15 (1676), điều sang làm Lang Trung Tứ Xuyên ti của Hộ bộ. Năm thứ 17 (1678), ông thăng làm Hàn Lâm viện Thị giảng. Cùng năm, ông được Khang Hi Đế triệu kiến, chuyển làm Thị độc, được vào Nam Thư phòng hành tẩu. Ông trở thành quan biên soạn, chịu trách nhiệm biên tập Minh sử. Cũng trong năm này, ông trở thành quan khảo thí chính của kì thi võ ở Thuận Thiên. Năm thứ 19 (1680), ông được thăng làm Quốc tử giám Tế tửu. Năm thứ 23 (1684), thăng làm Thiếu Chiêm sự, kiêm Thị giảng Học sĩ.
Năm thứ 29 (1690), ông được thăng làm Đô sát viện tả Phó đô Ngự sử. Cùng năm nhậm Kinh diên Giảng quan, Phó Tổng tài quan chịu trách nhiệm biên soạn Thanh sử, hữu Thị lang Đốc bộ của Binh bộ. Năm thứ 30 (1691), ông trở thành Phó khảo quan của kì thi Hội. Năm thứ 31 (1692), bổ nhiệm làm Hộ bộ hữu Thị lang. Năm thứ 33 (1694), thăng làm Tổng tài quan. Năm thứ 37 (1698), ông tiếp tục thăng làm Đô Sát viện tả Đô ngự sử. 1 năm sau thăng Hình bộ Thượng thư. Không lâu sau, vì liên lụy vụ án của Vương Ngũ mà ông bị cách chức, rời kinh thành về quê. Năm thứ 49 (1710), Khang Hi Đế nhớ nhung cựu thần, đặc chiếu khôi phục quan chức. Năm thứ 50 (1711), ngày 11 tháng 5 (âm lịch), ông qua đời, thọ 78 tuổi.

## Thành tựu văn học
Thành tựu của Vương Sĩ Trinh là rất tốt, vào năm Khang Hi thứ tư thì được bổ nhiệm làm Hộ Bộ Lang Trung, đến thủ đô làm quan. Khi đó thủ đô là nơi tài tử mặc khách tụ tập, Vương Sĩ Trinh có sân khấu để thi triển tài hoa, ông sáng tác bài thơ "Thần Vận" ở phương diện thơ ca mở ra một luồng gió mới.
Ông là người có nhiều bài thơ truyền cho hậu thế, những bài văn tả cảnh cũng được nhiều người khen, chỉ một câu như "Lục Dương thành quách thị Dương Châu" cũng làm cho nhiều danh họa lúc bây giờ sử dụng để đề lên tranh, ngay cả Khang Hi cũng khen ông là "Đa tài thi văn", "Bác học thiện thi văn".
Vương Sĩ Trinh là một người thích cổ vật, có thể phân biệt sách, tranh, tiền. Người này giỏi thư pháp, được hậu nhân tôn sùng, đồng thời Vương Sĩ Trinh này còn rất ái tài, sau khi được Khang Hi cho kế nhiệm Tiền Khiêm Ích trở thành minh chủ thi đàn, đã trở thành một minh chủ được văn đàn thời kỳ này công nhận. Lúc này những hậu bối văn đàn lục tục đến thủ đô cầu danh sư chỉ điểm trong đó có Bồ Tùng Linh.
Sau khi Vương Sĩ Trinh được xem qua bản sơ thảo thì thật sự tán thưởng Liêu Trai Chí Dị của Bồ Tùng Linh, ông ghi lại nhiều lời bình trong bản sơ thảo và trả lại cho Bồ Tùng Linh, còn tặng thơ cho Bồ Tùng Linh. Đây bài đề từ nổi tiếng của Vương Sĩ Trinh với Liêu Trai Chí Dị của Bồ Tùng Linh, ở nước ta đã có nhiều bản dịch quốc ngữ, trong đó bản dịch của Tản Đà được nhiều người biết đến:
| Nguyên tác: 聊齋題詞 姑妄言之姑聽之 豆棚瓜架雨如絲 料應厭作人間語 愛聽秋墳鬼唱詩 . | Hán Việt: Liêu Trai đề từ Cô vọng ngôn chi cô thính chi, Đậu bằng qua giá vũ như ti. Liệu ưng yếm tác nhân gian ngữ, Ái thính thu phần quỷ xuớng thi. | Bản dịch của Tản Đà Nói láo mà chơi, nghe láo chơi Giàn dưa lún phún hạt mưa rơi Chuyện đời đã chán không buồn nhắc Thơ thẩn nghe ma kể mấy lời |

## Tác phẩm
Vương Sĩ Chân cả đời say mê văn học, số lượng tác phẩm lên đến hơn 4000 với hơn 500 loại, trong đó có:
- Ngư Dương Sơn Nhân tinh hoa lục (渔洋山人精华录), 10 quyển.
- Ngư Dương Sơn Nhân thi tập (渔洋山人诗集), 22 quyển.
- Tàm Vĩ tập (蚕尾集), 10 quyển.
- Trì Bắc ngẫu đàm (池北偶谈), 26 quyển.
- Hương Tổ bút ký (香祖笔记), 12 quyển.
- Cư Dị lục (居易录), 34 quyển.
- Cổ Phu Vu Đình tạp lục (古夫于亭杂录), 6 quyển.
- Phân cam dư thoại (分甘余话), 4 quyển.
- Ngư Dương văn lược (渔洋文略), 14 quyển.
- Ngư Dương thi tập (渔洋诗集).
- Đới Kinh đường tập (带经堂集), 92 quyển.
- Cảm cựu tập (感旧集), 16 quyển.
- Liêu trai chí dị tân bình (聊斋志异新评), 16 quyển.

## Gia đình

### Tổ tiên
- Tổ tiên xa: Vương Quý (王贵).
- Ông cố: Vương Chi Thản (王之坦).
- Ông nội: Vương Tượng Tấn (王象晋, 1561 - 1653).
- Cha: Vương Dữ Sắc (王与敕).

### Anh em
- Vương Sĩ Lộc (王士禄).
- Vương Sĩ Hỗ (王士祜).
- Vương Sĩ Hi (王士禧).

### Thê thiếp
- Trương thị, cháu nội của Trương Duyên Đăng (张延登).

### Con trai
- Vương Khải Tốc (王启涑).
- Vương Khải Hồn (王启浑).
- Vương Khải Bàng (王启汸).
- Vương Khải Khiên (王启汧).

### Con gái
- Vương Cung (王宫).
- Vương Uyển (王婉).
- Vương Đoan (王端).